# Nokia N93
Nokia N93 — смартфон производства компании Nokia.

## О телефоне
Это устройство для работы в сетях 3G с поддержкой технологии WLAN, работающее в четырёх диапазонах GSM (850/900/1800/1900) и WCDMA. Также в этом аппарате есть 3.2-мегапиксельная камера, съёмка 640х480 видео с частотой 30 кадров/сек (на время выхода аппарата это лучшее качество для смартфонов).
2,4-дюймовый цветной QVGA-дисплей с активной матрицей и широкими углами обзора (160°): 320×240 пикселей, до 262 144 цветов
3,2-мегапиксельная (2048×1536 пикселей) камера, объектив Carl Zeiss Vario-Tessar, 3-кратный оптический зум, видеосъемка MPEG-4 VGA при 30 кадрах/с
Форм-фактор «поворачивай и снимай» с 4 режимами: режим работы с изображениями для съемки, режим просмотра для просмотра записей, режим раскрытого корпуса для разговора и режим сложенного корпуса для переноски.
До 50 Мбайт встроенной динамической памяти для сообщений, мелодий вызова, изображений, видеоклипов, календарных записей, списков дел и приложений. Также объём ОЗУ составляет 64мб. Имеется поддержка карт памяти формата MiniSD ёмкостью до 2гб.
В этом устройстве впервые стал использоваться SoC TI OMAP 2420 с частотой 332мгц, обладающий достаточно производительным графическим ускорителем PowerVR MBX.

## Отличительные особенности
Прямое подключение к совместимым телевизорам с помощью видеокабеля Nokia CA-64U (входит в комплект) или беспроводное соединение WLAN/UPnP.